# Serce Jezusa

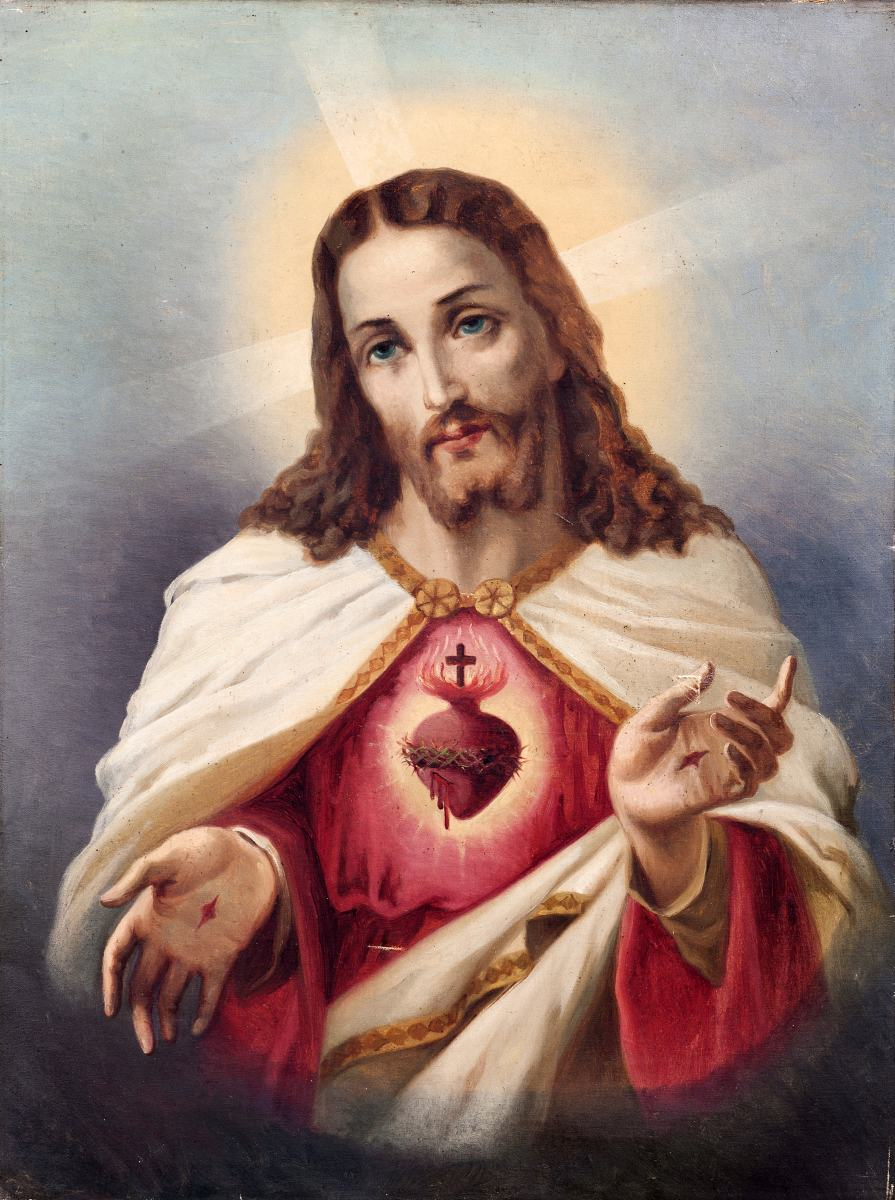
Najświętsze Serce Jezusa

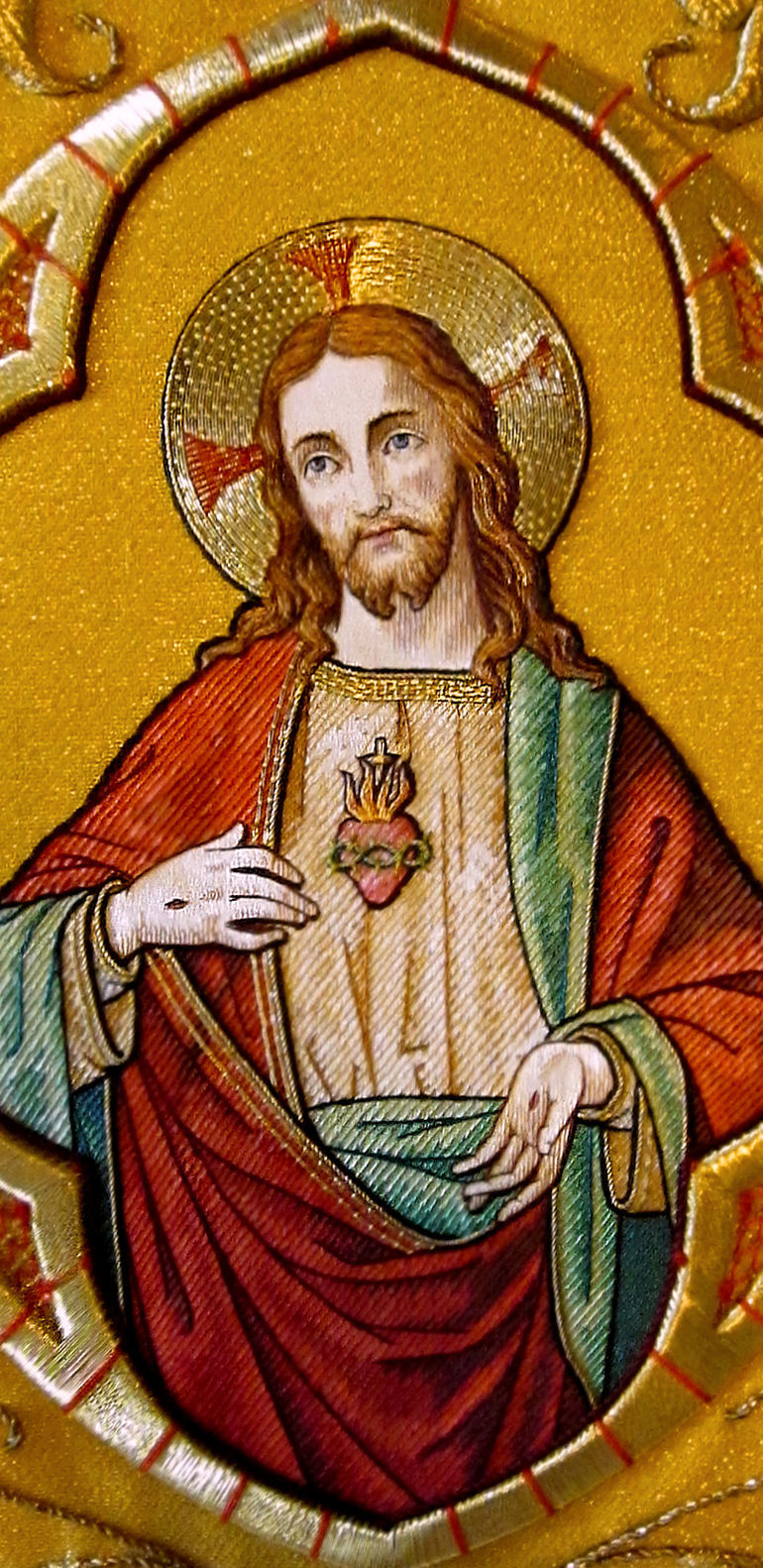
Najświętsze Serce Jezusa
(Henri Van Severen, ok. 1900)

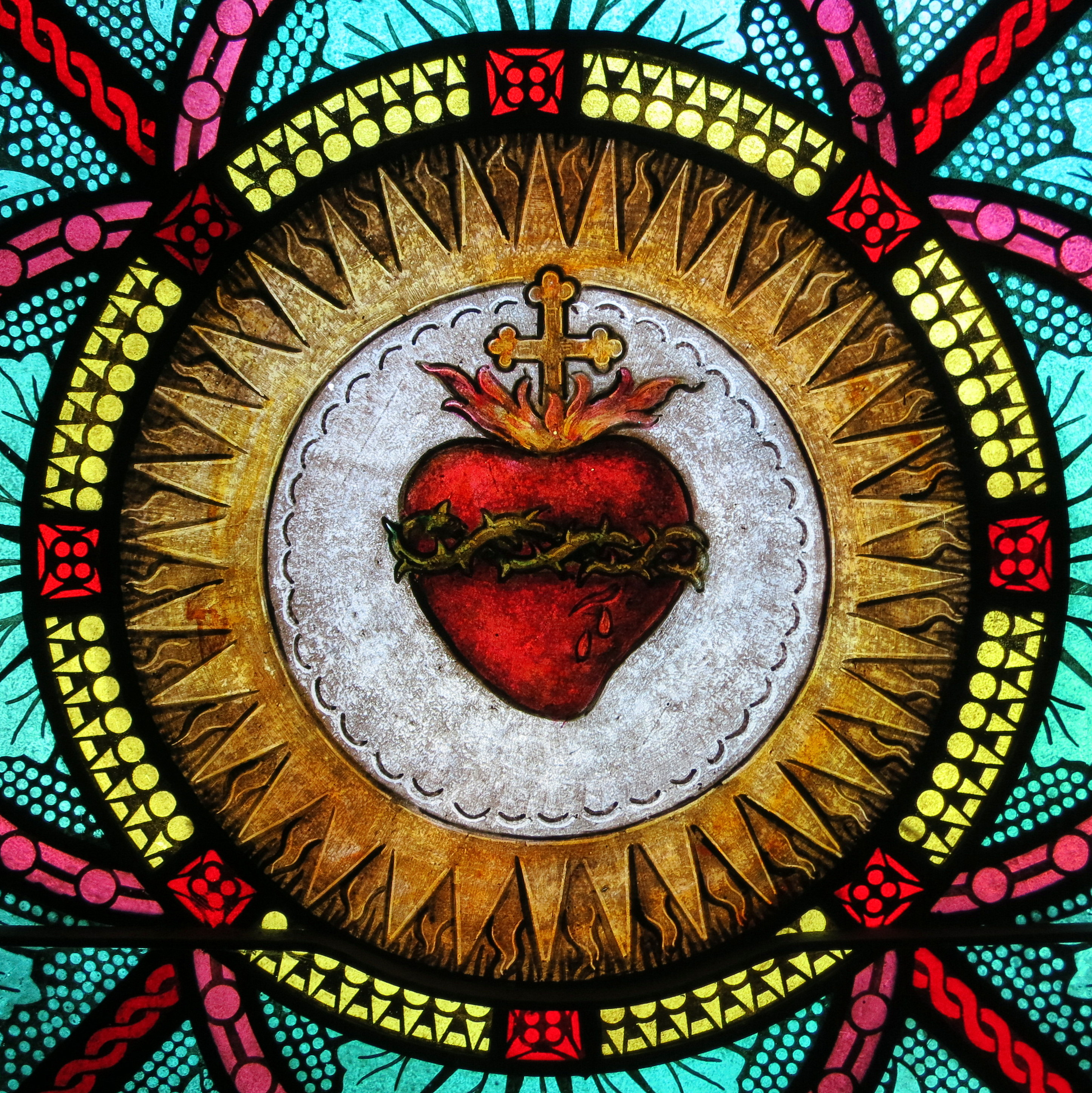
Niekiedy Najświętsze Serce Pana Jezusa przedstawiane jest symbolicznie, w postaci samego płonącego serca otoczonego koroną cierniową, nad którym widnieje krzyż. Witraż z kościoła pw. Wszystkich Świętych, St. Peters, Missouri, Stany Zjednoczone

Serce Jezusa (Najświętsze Serce Pana Jezusa, Serce Jezusowe, Serce Boże, Boskie Serce) – mistyczna Skarbnica, obiekt kultu w katolicyzmie. Cześć Sercu Jezusa Chrystusa oddawana jest jako symbolowi Bożej Miłości do człowieka.

## Źródła biblijne
Do Bożego serca odwołują się fragmenty Starego Testamentu:

Słuchaj, Izraelu, Pan jest naszym Bogiem – Panem jedynym. Będziesz miłował Pana, Boga twojego, z całego swego serca, z całej duszy swojej, ze wszystkich swych sił. Niech pozostaną w twym sercu te słowa, które ja ci dziś nakazuję. 
Pwt 6, 4–6

Miłowałem Izraela, gdy jeszcze był dzieckiem, i syna swego wezwałem z Egiptu. (...) A przecież Ja uczyłem chodzić Efraima, na swe ramiona ich brałem; oni zaś nie rozumieli, że troszczyłem się o nich. Pociągnąłem ich ludzkimi więzami, a były to więzy miłości.
Oz 11, 1. 3–4
Uleczę ich niewierność i umiłuję ich z serca, bo gniew mój odwrócił się od nich.
Oz 14, 5

Ukochałem cię odwieczną miłością, dlatego też zachowałem dla ciebie łaskawość. (...) Oto nadchodzą dni - wyrocznia Pana - kiedy zawrę z domem Izraela i z domem judzkim nowe przymierze. (...) Umieszczę swe prawo w głębi ich jestestwa i wypiszę na ich sercu.
Jr 31, 3. 31. 33

Tajemnica Serca Jezusa bierze swój początek z nauki Jezusa płynącej m.in. z przypowieści w Ewangeliach. Szczególnymi momentami inspirującymi ten kult była scena z Ostatniej Wieczerzy, w której jeden z apostołów, św. Jan skłonił swoją głowę ku Sercu Jezusa:

Jeden z uczniów Jego – ten, którego Jezus miłował – spoczywał na Jego piersi (J 13, 23).

oraz przebicie włócznią Serca Jezusa przez jednego z żołnierzy po śmierci Jezusa na Krzyżu: 

Tylko jeden z żołnierzy włócznią przebił Mu bok i natychmiast wypłynęła krew i woda (J 19, 34).

## Historia kultu
Zwolennicy Kultu Bożego Serca podają, że rozwijał się on od samego początku chrześcijaństwa, a jego pierwszymi czcicielami byli Maryja i apostołowie.
Serce Jezusa szczególnym kultem obdarzali święci:

- Franciszek z Asyżu
- Piotr Damiani
- Anzelm z Canterbury
- Bernard z Clairvaux
- Antoni Padewski
- Ludgarda
- Heinrich Seuse
- Bonawentura
- Katarzyna ze Sieny
- Bernardyn ze Sieny
- Piotr Kanizjusz
- Mechtylda z Hackeborn
- Maria Magdalena de’ Pazzi
- Franciszek Salezy
- Gertruda z Helfty

Gdy w XVII wieku Kościół katolicki chciał się przeciwstawić poglądom jansenistów, zaczął powoływać się na miłość Jezusa do ludzi.
| - Postacie związane z kultem Serca Jezusa - Św. Jan Eudes - Św. Małgorzata Maria Alacoque - Św. Klaudiusz de la Colombière - Bł. Maria od Boskiego Serca |

Szczególnymi postaciami związanymi z tym kultem są św. Jan Eudes, św. Małgorzata Maria Alacoque, św. Klaudiusz de la Colombière, bł. Bernard Franciszek de Hoyos oraz bł. Maria od Boskiego Serca Droste zu Vischering. Prekursorem kultu w Europie był jednak – wcześniej od nich działający – polski jezuita Kasper Drużbicki, autor łacińskiego traktatu Meta cordium Cor Jesu.

## Objawienia Małgorzaty Alacoque

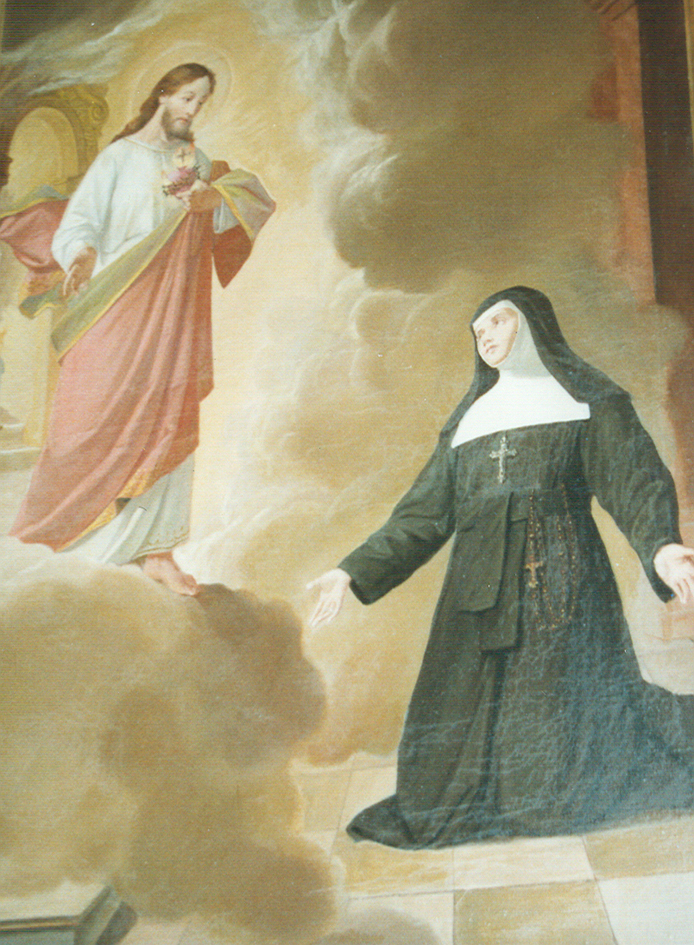
Objawienie Najświętszego Serca Jezusowego skierowane do całej ludzkości przez św. Małgorzatę Marię Alacoque.

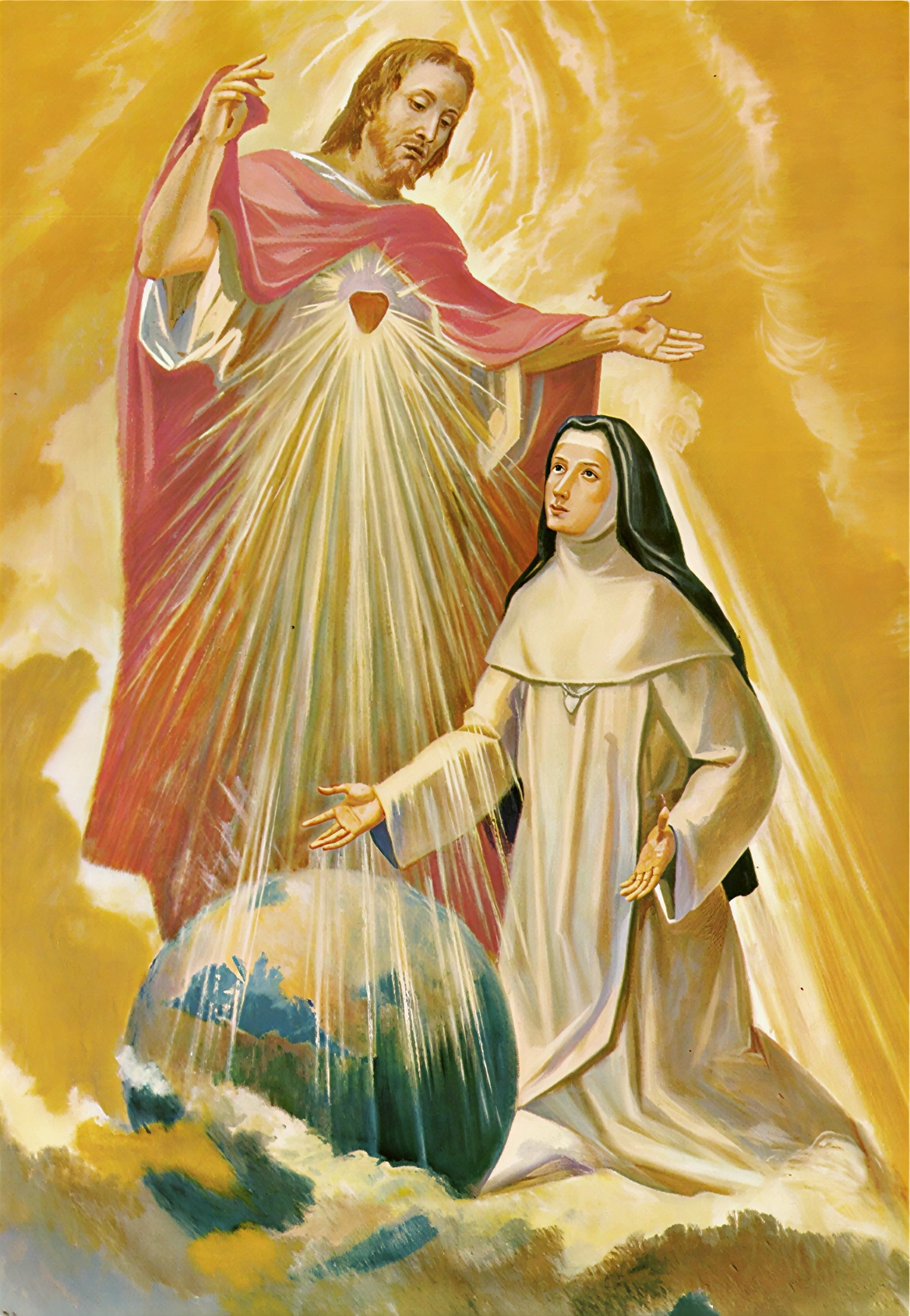
Objawienie Najświętszego Serca Jezusowego skierowane do całej ludzkości przez bł. Marię od Boskiego Serca Droste-Vischering.

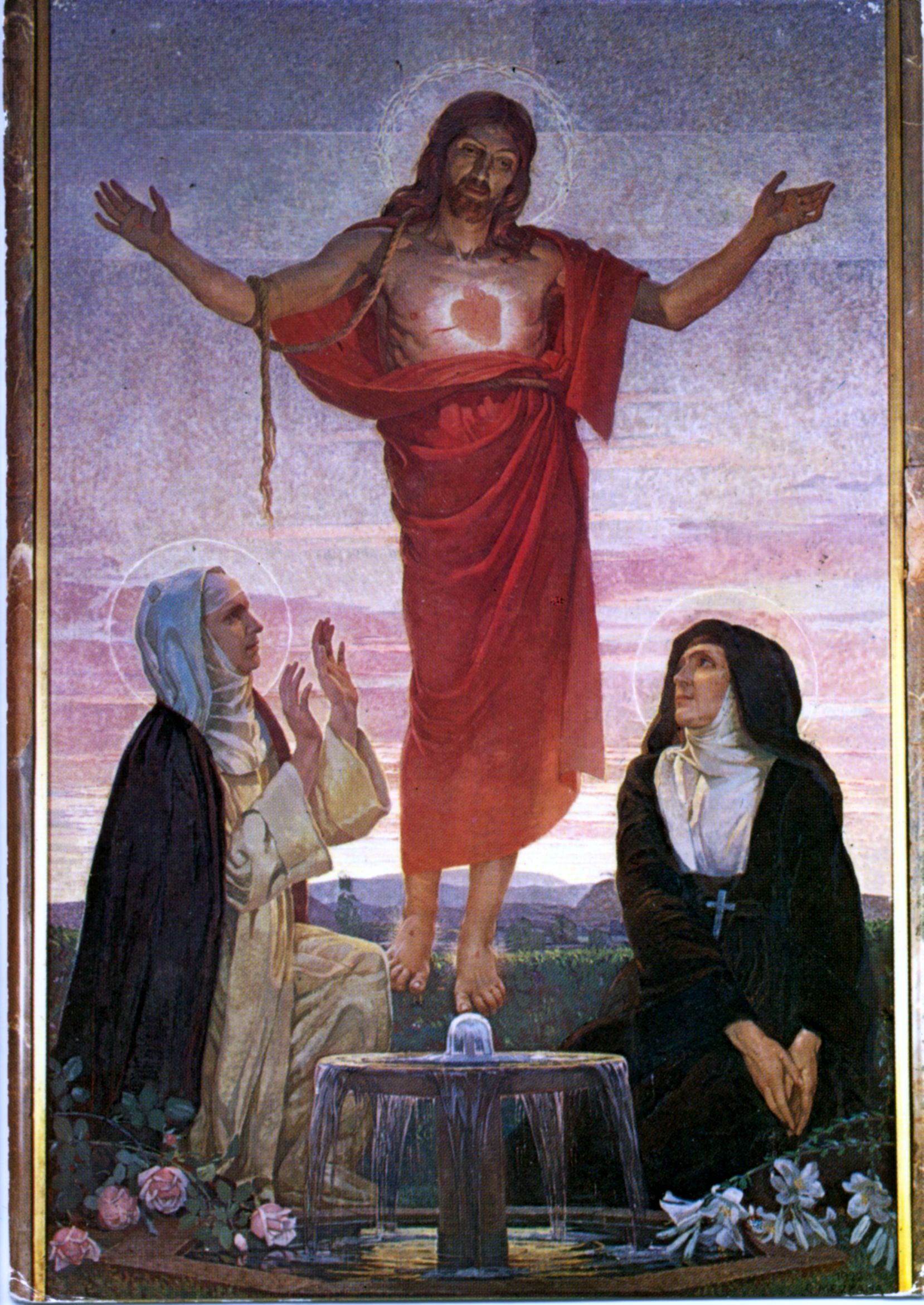
Bł. Maria od Boskiego Serca Droste zu Vischering ze św. Marią Małgorzatą Alacoque.

W latach 1673–1689 św. Małgorzacie osiemdziesięciokrotnie ukazywał się Chrystus z Sercem na piersiach przebitym i opasanym cierniową koroną, z którego wytryskują płomienie miłości, a w ich centrum jest krzyż. Podczas objawień Chrystus zapewnił ją o nieskończonym Miłosierdziu dla ludzi. Spośród licznych objawień wyróżnia się cztery tzw. wielkie objawienia:
| Sekwencja objawień Najświętszego Serca Jezusowego św. Małgorzacie Alacoque |                    | |
| Objawienie                                                                 | Data               | Wypowiedź Jezusa |
| I                                                                          | 27 grudnia 1673    | Moje Boskie Serce tak płonie miłością ku ludziom, że nie może dłużej utrzymać tych płomieni gorejących zamkniętych w moim łonie. Ono pragnie rozlać je za twoim pośrednictwem i wzbogacić ludzi swymi Bożymi skarbami. W nim znajdą wszystko czegokolwiek będzie im potrzeba dla ratowania swych dusz z przepaści zguby. |
| II                                                                         | 1674               | To nabożeństwo jest ostatnim wysiłkiem Jego miłości i będzie dla ludzi jedynym ratunkiem w ostatnich czasach.” Będzie jakby „odkupieniem miłosnym, oswobodzeniem ich z mocy księcia ciemności.” Będzie „pewnego rodzaju słodką wolnością dla nas w królestwie Jego miłości. |
| III                                                                        | 2 lipca 1674       | Oto Serce, które tak umiłowało ludzi, a w zamian za to otrzymuje niewdzięczność, wzgardę i zapomnienie. Sprawia mi to przykrzejszą udrękę niż wszystko, co wycierpiałem w czasie mej męki: a to tak dalece, że jeśliby mnie choć trochę ukochano, to za nic bym sobie uważał wszystko, co wycierpiałem dla ludzi i pragnąłbym, o ile byłoby to możliwe, uczynić dla nich jeszcze więcej; lecz oni na wszystkie moje wysiłki czynienia im dobrze odpowiadają oziębłością i wzgardą Żebyś zaś mogła Mi towarzyszyć w tej pokornej modlitwie, jaką Ja wówczas zanosiłem do Ojca, wstaniesz pomiędzy jedenastą a dwunastą godziną w nocy, upadniesz na twarz i spędzisz ze mną jedną godzinę; będziesz wzywała Bożego Miłosierdzia dla uproszenia przebaczenia grzesznikom i będziesz starała się osłodzić Mi choć trochę gorycz, jakiej doznawałem z powodu opuszczenia mnie przez uczniów... Obiecuję w nadmiarze Miłosierdzie Serca Mego, że Jego Miłość wszechpotężna udzieli wszystkim, którzy komunikować będą przez dziewięć pierwszych piątków miesiąca z rzędu, łaski pokuty ostatecznej, że nie umrą w stanie niełaski ani bez sakramentów świętych i że Moje Serce będzie dla nich bezpieczną ucieczką w ostatniej godzinie ich życia. |
| IV                                                                         | 13–20 czerwca 1675 | Oto Serce, które ogromnie umiłowało ludzi, że niczego nie szczędziło, aż do zupełnego wyniszczenia Siebie, dla okazania im Swej miłości, a jednak w zamian za to doznaje od większości ludzi gorzkiej niewdzięczności, wzgardy, nieuszanowania, lekceważenia, oziębłości i świętokradztw, jakie Mi oddają w tym Sakramencie Miłości. Lecz najbardziej boli Mnie to, że w podobny sposób obchodzą się ze Mną serca służbie Mojej szczególniej poświęcone. Dlatego żądam, żeby pierwszy piątek po oktawie Bożego Ciała był odtąd poświęcony, jako osobne święto na uczczenie Mojego Serca i wynagrodzenia mi przez Komunię Świętą i inne praktyki pobożne zniewag, jakich doznaję, gdy wystawiony Jestem na ołtarzach. W zamian za to obiecuję ci, że Serce Moje wyleje hojne łaski na tych wszystkich, którzy w ten sposób oddadzą Mu cześć lub przyczynią się do rozszerzenia Jego święta. |

## Uroczystość Najświętszego Serca Pana Jezusa
Niezwłocznie po objawieniach św. Małgorzaty zakon sióstr wizytek podjął starania w Stolicy Apostolskiej, w celu uczczenia Bożego Serca. Na prośbę biskupów francuskich po raz pierwszy Święto Najświętszego Serca Pana Jezusa obchodzono 20 października 1672. Uroczystość Najświętszego Serca Pana Jezusa, przypadająca w pierwszy piątek po oktawie Bożego Ciała, została ustanowiona przez papieża Klemensa XIII, 6 lutego 1765, początkowo dla Królestwa Polskiego, w wyniku zgody papieża na skierowany do niego memoriał biskupów polskich. Uroczystość tę rozszerzył na cały kościół dopiero papież Pius IX, 23 sierpnia 1856.
Następnie papież Leon XIII w encyklice z 25 maja 1899 Annum Sacrum – O poświęceniu się ludzi Najświętszemu Sercu Jezusowemu, zaproponował poświęcenie wszystkich ludzi Bożemu Sercu, który to akt został dokonany 11 czerwca przez duchowieństwo i wiernych na całym świecie. Za jego pontyfikatu, u schyłku XIX wieku zapoczątkowano zwyczaj poświęcenia się Sercu Jezusowemu, specjalnymi aktami w postaci intronizacji, do upowszechnienia której przyczynili się m.in. peruwiańczyk o. Mateo Crawley-Boevey  czy polska Służebnica Boża Rozalia Celakówna.
Również następni papieże zwracali uwagę na kult Bożego Serca swoimi encyklikami: Pius XI w encyklice z 8 maja 1928 Miserentissimus Redemptor – O powszechnym obowiązku wynagradzania Najświętszemu Sercu Jezusa, Pius XII w encyklice z 15 maja 1956 Haurietis aquas – O kulcie Najświętszego Serca Jezusa oraz papież Franciszek w encyklice z  24 października 2024 Dilexit nos – O miłości ludzkiej i Bożej Serca Jezusa Chrystusa.
W Kościele rzymskokatolickim i niektórych Kościołach starokatolickich czasem szczególnym jest miesiąc czerwiec, poświęcony krzewieniu kultu i nabożeństwa ku Najświętszemu Sercu Pana Jezusa. Święto Najświętszego Serca Pana Jezusa jest szczególnie obchodzone w Kościele rzymskokatolickim, polskokatolickim oraz mariawityzmie.

## Serce Jezusa i naród polski

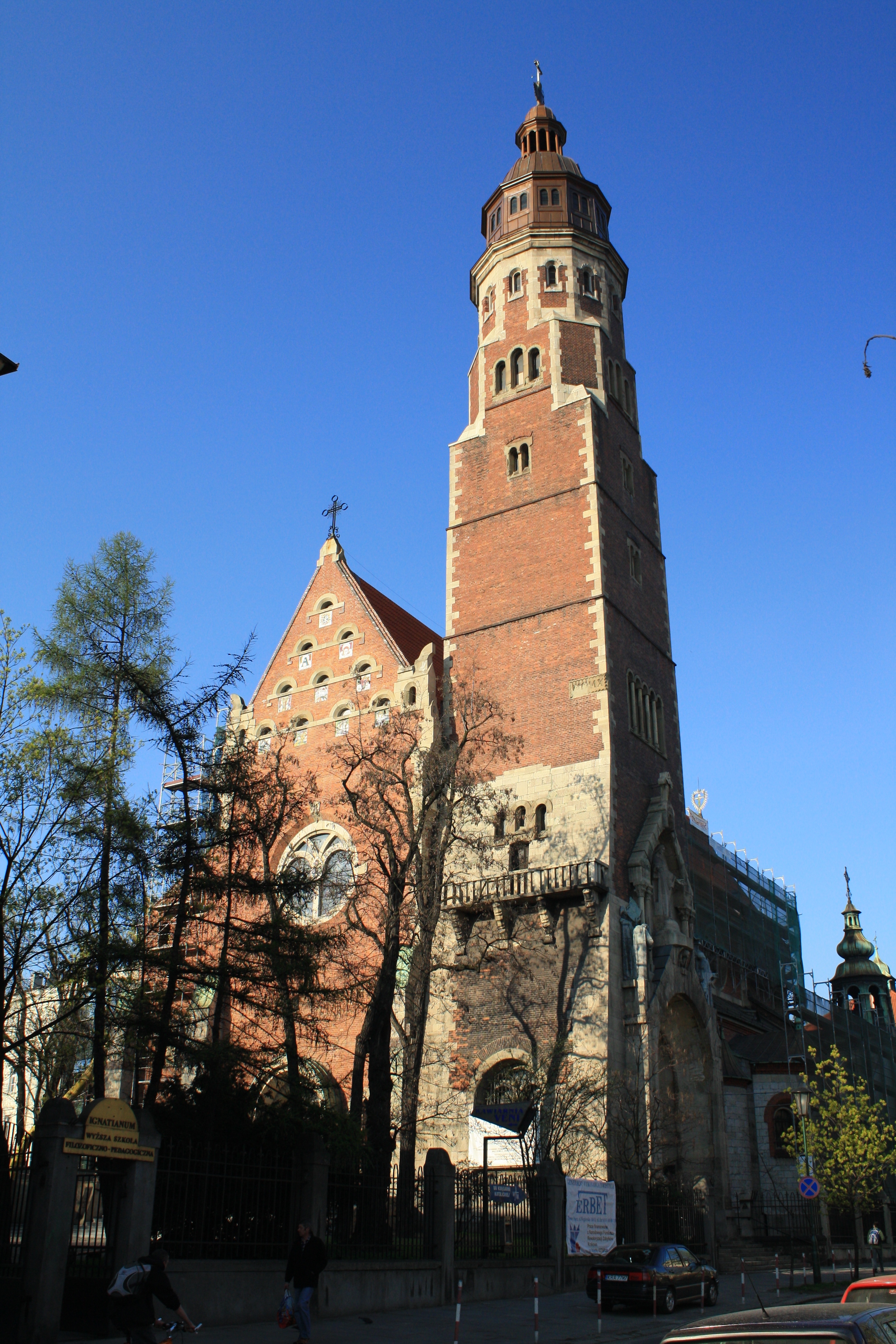
Bazylika Najświętszego Serca Pana Jezusa w Krakowie

Kult Najświętszego Serca Pana Jezusa znany był już na początku istnienia państwa polskiego, czego wyrazem jest Modlitewnik Gertrudy zawierający modlitwy do Rany boku Chrystusa.
Naród polski został trzykrotnie poświęcony Sercu Jezusowemu. Po raz pierwszy 27 lipca 1920 przez biskupów na Jasnej Górze, następnie 3 czerwca 1921 na Małym Rynku w Krakowie oraz 28 października 1951 we wszystkich polskich kościołach. Szczególnym miejscem czci Bożego Serca w Polsce jest bazylika Najświętszego Serca Jezusowego przy ulicy Kopernika 26 w Krakowie, będąca hołdem narodu polskiego składanym Bożemu Sercu.

## Zgromadzenia zakonne
W duchowości wielu zgromadzeń zakonnych przewodnią myślą jest idea kultu Bożego Serca takich zgromadzeń jak:
- Sercanki
- Wizytki
- Zgromadzenie Sióstr Urszulanek Serca Jezusa Konającego
- Sercanie
- Jezuici

Duchowość Bożego Serca jest obecna wśród wspólnot świeckich:
- Arcybractwo Straży Honorowej Najświętszego Serca Pana Jezusa
- wspólnoty intronizacyjne[24]
- Apostolstwo Modlitwy[25]
- Sercańska Rodzina Świeckich[26]

## Formy kultu
W katolicyzmie kult Serca Jezusowego przejawia się:
- w odprawianiu nabożeństwa czerwcowego do Najświętszego Serca Pana Jezusa[27]
- w ustanowieniu uroczystości Najświętszego Serca Pana Jezusa
- w odprawianiu pierwszych piątków miesiąca[28]
- w nabożeństwie Godziny Świętej[29]
- w odmawianiu litanii do Najświętszego Serca Pana Jezusa, nowenny do Najświętszego Serca Pana Jezusa i koronki do Najświętszego Serca Pana Jezusa[30][31]
- w śpiewaniu pieśni do Serca Jezusowego[32][33] czy Godzinek o Najświętszym Sercu Pana Jezusa[34]

Kult Bożego Serca pielęgnowany jest przez wydawaną prasę katolicką (m.in. w Polsce: siostry wizytki wydają „Wiadomości”, ojcowie sercanie „Czas Serca” oraz ojcowie jezuici „Posłaniec Serca Jezusowego”).